# АТ-П
АТ-П («артиллерийский тягач полубронированный») — советский лёгкий полубронированный гусеничный артиллерийский тягач периода 1950 — 60-х годов.
Был разработан в ОКБ Мытищинского машиностроительного завода (ММЗ) в 1951 — 1952 годах и предназначался на роль лёгкого быстроходного тягача переднего края, подобного довоенному Т-20 «Комсомолец». Серийное производство АТ-П осуществлялось ММЗ с 1954 по 1962 год, также на его базе был создан ряд специализированных боевых машин (Артиллерийский подвижной наблюдательный пункт — АПНП-1, АПНП-2)
АТ-П активно применялся ВС СССР в 1950-х—1960-х годах, в основном для буксировки 85-мм противотанковой пушки, 100-мм полевой и противотанковой пушек, орудий дивизионной артиллерии, 57-мм зенитной пушки и 160-мм миномёта.
Официально АТ-П был снят с вооружения ВС России лишь в 1998 году. В отличие от большинства советской бронетехники подобного класса, сведения о поставках АТ-П другим странам неизвестны, по имеющимся данным, по состоянию на 1976 год тягач состоял лишь на вооружении Советской армии.

## История создания и производства
Великая Отечественная война дала подтверждение тому, что для буксировки противотанковых, дивизионных, малокалиберных зенитных орудий и крупнокалиберных миномётов, действующих на передовой под огнём, нужен небольшой полубронированный быстроходный гусеничный тягач с пулемётом, подобный выпускавшемуся до июля 1941 года «Комсомольцу». Но он должен быть более надежный, подвижный, с бронезащитой не только экипажа, но и расчета орудия. Он не должен уступать в маневренности танкам и самоходным артиллерийским установкам, которым должны противостоять противотанковые орудия. Такой полубронированный 4-х катковый тягач для противотанковой артиллерии с наибольшей уязвимостью на базе танка Т-70 в 1944 году проектировало конструкторское бюро № 40 Мытищинского машиностроительного завода. Но сделать его завод не успел — в конце войны получил иное задание. К этому вернулись перед началом 50-х годов, тогда в Советскую Армию начали поступать 85 и 100-миллиметровые противотанковые, 57-ми мм зенитные пушки и 160-мм тяжелые миномёты, которые требовали тягача соответствующей мощности и подвижности. Разработку такого тягача поручили Мытищинскому машиностроительному заводу. Его главный конструктор, известный проектировщик легкой бронетехники, Н. А. Астров, сделавший и тягач «Комсомолец», отлично знал специфику использования и конструирования таких машин. Получалось, что прежняя идея «Комсомольца» сделала новый виток. Проектирование нового тягача с использованием автомобильных агрегатов начали в начале 1951 года.

## Конструкция
АТ-П имел компоновку с расположением трансмиссионного отделения в лобовой оконечности, объединённого моторного отделения и отделения управления — в лобовой части корпуса за ним и отделения расчёта — в кормовой части. Экипаж тягача состоял из трёх человек: механика-водителя, стрелка и командира расчёта.

### Вооружение
Вооружение АТ-П состояло из 7,62-мм пулемёта СГМ, размещённого в правой лобовой части корпуса в шаровой установке, обеспечивавшей ему углы горизонтального наведения ±30°. Боекомплект пулемёта составлял 1000 патронов в 4 лентах, снаряжённых в магазин-коробки.

### Двигатель и трансмиссия
На АТ-П устанавливался рядный 6-цилиндровый карбюраторный двигатель жидкостного охлаждения ЗИС-123Ф, развивавший мощность в 110—117 л. с. при 2900—3000 об/мин. Двигатель размещался в отделении управления вдоль продольной оси машины, в правой части отделения, позади места стрелка, размещались водный и масляный радиаторы. Силовой агрегат вместе с главной передачей и механизмами поворота объединялся в конструктивный блок, монтировавшийся на общем подрамнике, установленном в корпусе машины на резиновых подушках, и рассчитанный на быструю замену. Два топливных бака ёмкостью 270 литров размещались в кормовом отделении под сиденьями расчёта.
В состав трансмиссии АТ-П входили:
- Двухдисковый главный фрикцион;
- Пятиступенчатая механическая коробка передач;
- Коническая главная передача;
- Механизм поворота по типу бортовых фрикционов, состоявший из многодисковых бортовых фрикционов сухого трения и ленточных бортовых тормозов;
- Однорядные бортовые передачи.

### Ходовая часть
Ходовая часть каждого борта состояла из мелкозвенчатой гусеницы, пяти обрезиненных опорных катков (задний одновременно был и направляющим колесом) на балансирах с индивидуальной торсионной подвеской и двух металлических поддерживающих катков.

## Эксплуатация
АТ-П использовался в Советской армии в 1950-е — 60-е годы как многоцелевой тягач и транспортер.

## Где можно увидеть
- Россия — памятник в Любытино (58°48′36″ с. ш. 33°23′10″ в. д.HGЯO).